# Leopold Gluck
Leopold Gluck (ur. 1 września 1913 w Sarajewie, zm. 26 stycznia 1989) – polski ekonomista.

## Życie prywatne
Był synem Władysława, urzędnika austriackiego, starosty Travnika, oraz wnukiem Leopolda, lekarza, pochodzącego z Nowego Sącza, z rodziny żydowskiej, a wielce zasłużonego dla bośniackiej polonii.

## Młodość, druga wojna światowa
Studia wyższe ukończył w Szkole Nauk Politycznych w Warszawie w 1935 r. Utrzymywał kontakty z grupą prof. Zygmunta Wojciechowskiego, który wywarł duży wpływ na kształtowanie się jego poglądów. W 1935 r. podjął pracę w Izbie Przemysłowo Handlowej w Poznaniu, w 1939 r. przeniósł się do Warszawy, do  Biura Planowania Aprowizacji Ministerstwa Rolnictwa i Reform Rolnych. W czasie okupacji pracował w Izbie Przemysłowo Handlowej w Radomiu, stawiając do dyspozycji ZWZ, a następnie AK oraz innych komórek  konspiracyjnych możliwości techniczno-organizacyjne Izby na terenie Radomia i dystryktu radomskiego. Za działalność w okręgu radomskim odznaczony Krzyżem Walecznych oraz Krzyżem Armii Krajowej. Uprzedzony o grożącej mu dekonspiracji pod koniec 1943 r. wyjechał z Radomia do Warszawy. Działalność konspiracyjną kontynuował, pracując w Departamencie Przemysłu i Handlu oraz w Wydziale Świadczeń Wojennych Delegatury Rządu na Kraj.

## Działalność powojenna
Po upadku powstania przebywał w Częstochowie, współdziałając w organizowaniu „Izby Przemysłowo-Handlowej w Poznaniu – czasowo w Częstochowie”, która zapoczątkowała zorganizowany powrót wysiedlonych przez okupanta mieszkańców Wielkopolski i Pomorza. Przeniósłszy się do Poznania został tam wicedyrektorem Izby Przemysłowo Handlowej. Należał do grona założycieli Instytutu Zachodniego.
Od 1 lutego 1946 zaczął pracę w Ministerstwie Ziem Odzyskanych, początkowo jako dyrektor departamentu, potem podsekretarz stanu. Po likwidacji Ministerstwa był do 31 października 1950 dyrektorem Narodowego Banku Polskiego. Przez pewien czas pozostawał bez pracy, potem został zatrudniony w Centralnym Urzędzie Drobnej Wytwórczości, skąd odszedł 31 maja 1956 z zamiarem poświęcenia się pracy publicystycznej. 18 grudnia 1956 mianowany Zastępcą Prezesa Narodowego Banku Polskiego, pozostawał na tym stanowisku do grudnia 1973, kiedy to jego memoriał, przestrzegający przed skutkami błędnej polityki gospodarczej spowodował tylko to, że wymuszono na nim odejście na przedwczesną emeryturę.
Zajął się wówczas działalnością naukową i publicystyczną, aktywnie uczestniczył w pracach Konwersatorium Doświadczenie i Przyszłość. Interesował się bonapartyzmem jako modelem władzy, przygotowywał na ten temat obszerną monografię, której nie zdołał dokończyć (drukiem ukazała się pośmiertnie jej część pt. Napoleona Bonaparte inicjacja polityczna).
23 sierpnia 1980 roku dołączył do apelu 64 uczonych, pisarzy i publicystów do władz komunistycznych o podjęcie dialogu ze strajkującymi robotnikami. W końcu 1980 r. został powołany do  Komisji do Spraw Reformy Gospodarczej, w której przewodniczył zespołowi do spraw reformy bankowości, przygotowującym projekty ustaw „Prawo bankowe” i „Ustawa o Narodowym Banku Polskim”. Jego koncepcje dotyczące niezależnej pozycji i roli banku centralnego nie miały jednak wówczas jeszcze szans na pełną realizację. Od 1983 r. przewodniczył Radzie Naukowej przy Prezesie Narodowego Banku Polskiego. Na jubileusz 160-lecia Banku Polskiego przygotował obszerne studium Bank Polski 1828-1885.
Pozostałe po nim materiały, w tym opracowania pisane dla DIPu znajdują się obecnie w Archiwum Akt Nowych.

## Ważniejsze publikacje
- Od ziem postulowanych do ziem odzyskanych., Warszawa 1971.
- Napoleon,Maksymy. Wybór, wstęp i przekład. Wraz z Monika Senkowska Gluck, Warszawa 1983.
- Charles Louis de Secondat de Montesquieu. Myśli. Wybór i wstęp., Warszawa 1985.
- Bank Polski 1828-1885. Warszawa 1988.
- Napoleona Bonaparte - inicjacja polityczna. Warszawa 2000.

## Odznaczenia
- Order Sztandaru Pracy I klasy (1969)[3]